# Pius V
Pius V, född Antonio Ghislieri 17 januari 1504 i Bosco Marengo, Piemonte, död 1 maj 1572 i Rom, var påve från den 7 januari 1566 till den 1 maj 1572. Han vördas som helgon i Romersk-katolska kyrkan, med minnesdag den 30 april.

## Biografi
Antonio Ghislieri tillhörde en fattig adelssläkt från Lombardiet, blev som fjortonåring medlem av dominikanorden, och antog namnet Michele, studerade, prästvigdes 1528, och undervisade i teologi och filosofii sexton år. Påve Paulus IV utsåg Ghislieri år 1556 till biskop av Sutri, och den 15 mars 1557 till kardinalpräst med Santa Maria sopra Minerva som titelkyrka. Han engagerade sig tidigt i inkvisitionen, blev som biskop inkvisitor av Milano och Lombardiet, och som kardinal inkvisitionens generalkommissarie, över hela kristendomen. År 1560 blev han biskop av Mondovì, där han återupprättade ordningen efter krig. Till hans övriga framgångar från tiden innan han blev påve, var att han lyckades avföra kejsar Maximilians II:s försök att avskaffa celibatet. Den 7 januari 1566 valdes han till påve, antog namnet Pius V, och kröntes tio dagar senare till sitt ämbete.
Pius var dominikanmunk, inte politiker. Allvarlig asketisk fromhet präglade hans liv, och med energi återställde han kyrkotukten i kurian och en mängd kloster. Han var som skapad att ingjuta motreformationens uppriktiga, men mörka och hårda fromhet i sin kyrka. Hans huvudintresse, även av personlig böjelse, var att uppspåra och utrota allt kätteri. Skärtorsdagsbullan In Coena Domini fick genom honom 1568 sin beryktade antiprotestantiska formulering. För det öppna eller dolda kriget mot kättarna runt om i Europa blev påvedömet genom honom den sammanhållande enheten; han upplevde också stora framgångar i Frankrike, Nederländerna, Tyskland och Polen. 

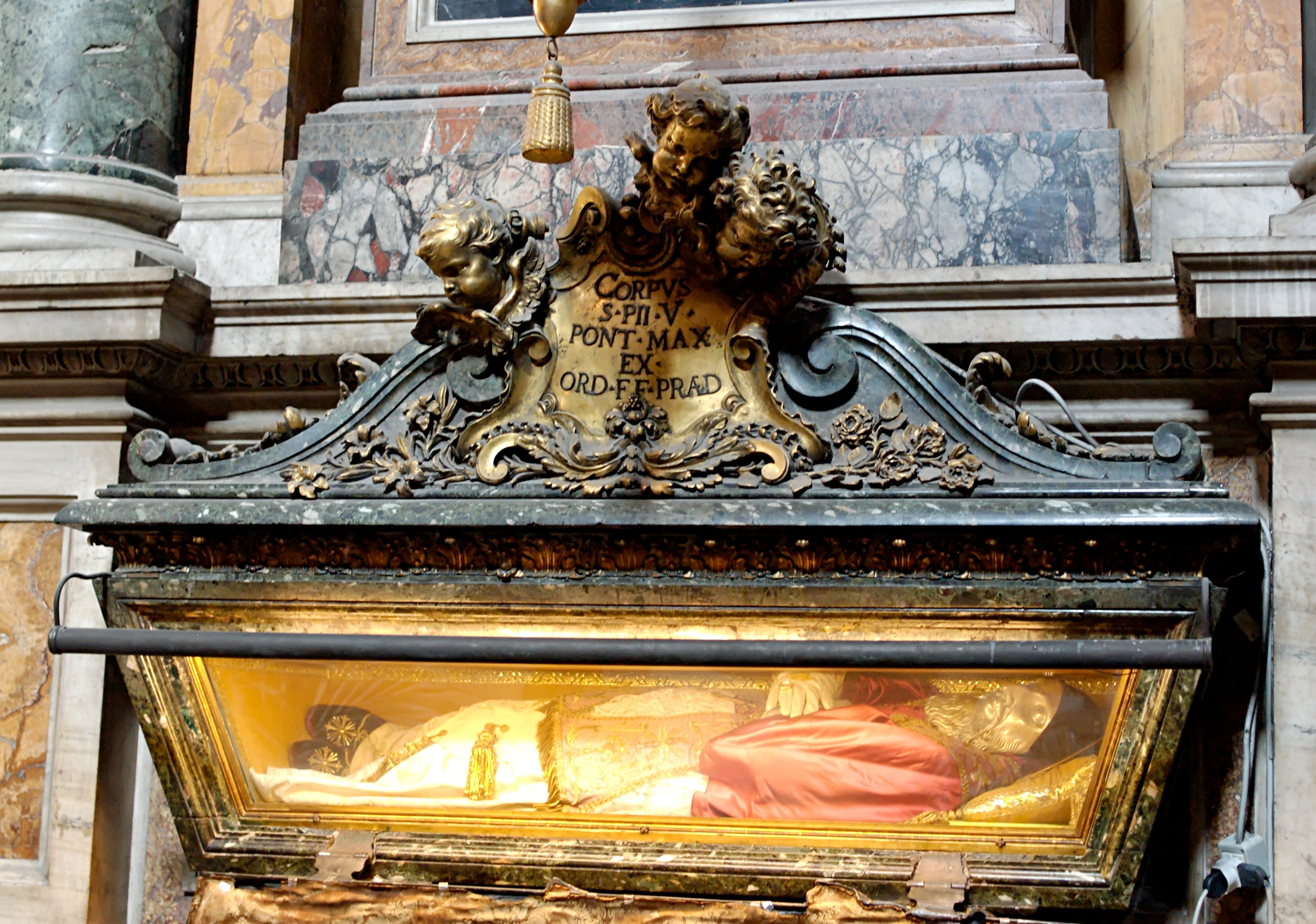
Pius V:s grav i Santa Maria Maggiore.

Mot drottning Elisabet I av England slungade han den ödesdigra avsättningsbullan 1570. Den romerska papalismen stegrade han ytterligare; i den Catechismus romanus som utgavs på uppdrag av honom och Tridentkonciliet 1566 betecknades påven som "universalis pastor"; i papalsystemets tjänst stod också uniformeringen av kulten genom Breviarium romanum 1568 och Missale romanum 1570, det vill säga den tridentinska riten. År 1571 upprättade Pius indexkongregationen. Pius var korstågstankens siste store bärare. Han lyckades uppelda de venetianska köpmännen; den osmanska flottan besegrades i sjöslaget vid Lepanto år 1571 betecknade höjdpunkten av hans livs triumfer. Hans djupa fromhet gjorde ett oerhört intryck i den katolska världen. 
Pius V begravdes i Cappella Sistina i basilikan Santa Maria Maggiore i Rom. Han kanoniserades den 22 maj 1712 av Clemens XI.